# Josef Feistmantl
Josef Feistmantl (ur. 23 lutego 1939 w Absam, zm. 11 marca 2019) – austriacki saneczkarz startujący w jedynkach i dwójkach, mistrz olimpijski oraz wielokrotny medalista mistrzostw świata i Europy.

## Kariera
Największy sukces olimpijski Josef Feistmantl odniósł podczas igrzysk w Innsbrucku w 1964 roku, kiedy to wspólnie z Manfredem Stenglem triumfował w dwójkach. Był to olimpijski debiut saneczkarstwa, tym samym Austriacy zostali pierwszymi w historii mistrzami olimpijskimi w tej dyscyplinie. Na tej samej imprezie, podobnie jak na igrzyskach w Grenoble w 1968 roku, Feistmantl zajął piąte miejsce w jedynkach. W 1969 roku wywalczył złoty medal w jedynkach podczas mistrzostw świata w Königssee. Był też między innymi drugi w tej konkurencji na mistrzostwach świata w Villard-de-Lans (1959) i mistrzostw świata w Königssee (1970) oraz trzeci podczas mistrzostw świata w Hammarstrand (1967) i mistrzostw świata w Olang (1971). Ponadto w parze z Wilhelmem Bichlem zdobył w 1967 roku złoto w dwójkach na mistrzostwach Europy w Königssee.
Gdy w 1969 r. zdobywał tytuł mistrza świata na torze w Königssee, podczas zawodów zginął w wypadku na torze polski saneczkarz Stanisław Paczka. Josef Feistmantl po zawodach przybył na pogrzeb polskiego saneczkarza w jego rodzinnych Mikuszowicach i ofiarował matce zmarłego swój złoty medal mistrzostw świata.
W 1996 roku otrzymał Odznakę Honorową za Zasługi dla Republiki Austrii.